# Diana Antonova
Diana Antonova (17 de janeiro de 1993) é uma jogadora de polo aquático russa.

## Carreira
Diana Antonova em Londres 2012 integrou o elenco da Seleção Russa de Polo aquático feminina, que foi sexta colocada.